# Fernando Sallaberry
Fernando Ramón Sallaberry Valls (Barcelona, España; 25 de noviembre de 1965) es un cantante puertorriqueño nacido en España, y que también posee la doble nacionalidad. exintegrante del grupo Menudo.

## Biografía
Fernando Sallaberry nació el 25 de noviembre de 1965 en Barcelona, España, pero vivió allí por pocos días. La mayor parte de su vida ha transcurrido en Ponce, Puerto Rico, por lo que se considera boricua. Su madre Olga Valls, es española y su padre, Santiago Sallaberry es puertorriqueño. Desde 1995 vive en Ponce, Puerto Rico.

## Época en Menudo
Edgardo Díaz descubrió a Fernando y a su hermano, Nefty Sallaberry, para formar parte de Menudo en 1977 junto a Ricky Meléndez, Carlos Meléndez y Óscar Meléndez. Fernando cumplió 12 años el 25 de noviembre de 1977, el mismo día que Menudo realizó su primer concierto en una feria de Juncos, Puerto Rico. Fue el primer primera voz del grupo[cita requerida], en canciones como "Chiquitita" de ABBA, "Mi mejor amiga", "Cara dura" y en algunos temas navideños como "La Plena". Dejó el grupo en 1980, a los 14 años, justo antes de su internacionalización. Sin embargo, para muchos admiradores y críticos, la voz de Fernando fue de las mejores que tuvo Menudo. La primera generación que no tuvo la audiencia de la segunda, fue la que puso las bases y construyó los pilares de uno de los grupos musicales juveniles más importantes en Español.

### Discografía
Aunque los primeros tres discos no tuvieron nombre, y simplemente se titularon, "Menudo", se conocen por el nombre de una de las canciones más representativas en cada caso: (Los Fantasmas, Laura, y Chiquitita). No fue sino hasta el cuarto álbum que se le puso un nombre: "Más, mucho más". El disco de Navidad en el que participó Sallaberry se llama "Felicidades".
- 1977 Menudo también conocido como - Los Fantasmas
- 1978 Menudo también conocido como - Laura
- 1979 Menudo también conocido como - Chiquitita
- 1979 - Felicidades
- 1980 - Más, Mucho Más

## Etapa solista
En 1982 se lanzó como solista. Tenía 16 años cuando se dio a conocer su primer éxito: "Fuego en el alma", de su primer disco "Menudo presenta a Fernando". De este primer material se desprenden otros temas que también tuvieron gran éxito[cita requerida] como "Solos tú y yo" y su versión a la canción del argentino Roque Narvaja: "Santa Lucía". Al año siguiente grabó su segundo L.P. titulado "Fernando", de donde más canciones llegaron a los primeros lugares de popularidad[cita requerida] como "Fantasía", "Horóscopo" y "Princesa". Tres años más tarde, conservando su línea romántica, Fernando trabajó de manera independiente con otros productores y compositores. Grabó "Al amor o a la vida", su tercer L.P. Fernando Sallaberry fue invitado a diversos programas de televisión en vivo, no sólo en español, sino en portugués, como fue el caso del programa brasileño Viva a Noite conducido por "Gugu" Liberato. En Puerto Rico, Fernando Sallaberry participó como conductor del programa juvenil Juventud 83, Juventud 84 Y Adelante Juventud, donde entrevistó a artistas como Quiet Riot y Ozzy Osbourne.

## Discografía
Menudo presenta a Fernando. Año1982.
- Fuego en el alma
- Un poco más
- Santa Lucía
- Lágrimas de amor
- Olvídame
- Solos tú y yo
- Un día especial
- Trovador
- No somos dos niños
- Tierra trágame

Fernando. Año1983.
- Fantasía
- Ensalada de amor
- Yo te odio, yo te amo
- María Yerbabuena
- Día de bailar
- Horóscopo
- Zamba
- Princesa
- Portada
- Lotería

Al Amor o a la vida. Año1986.
- Borrarte de mi mente
- Ayer soñé contigo
- Vaya día
- Cantando
- Ten mucho cuidado
- Al amor o a la vida
- A veces sí, a veces no
- Cada vez
- Qué te pasa mi amor
- Amor con amor se paga

## "Xchange"
En 1987, cuatro de los cinco integrantes originales de Menudo (Carlos y Ricky Meléndez, junto con Fernando y su hermano Nefty), se reunieron en un proyecto musical al que llamaron Xchange. Grabaron varios demos, pero tuvieron poco apoyo y no pudieron firmar un contrato. Así, Fernando Sallaberry se dedicó a sus estudios universitarios, que hasta ese momento había estado combinando con su carrera como cantante.

## Carrera como publicista
Estudió Publicidad en la Universidad del Sagrado Corazón, en San Juan, Puerto Rico y se graduó summa cum laude. También obtuvo posgrados en Estados Unidos y Europa. Trabajó algún tiempo en agencias de publicidad en Nueva York. Tuvo varias cuentas importantes a su cargo, algunas en México, como la Secretaría de Turismo Sectur

## Estado de salud
En 1995, cuando vivía en Nueva York, comenzó a sentir dolor en una pierna y a los pocos meses se le diagnosticó una enfermedad neuromuscular. Fernando Sallaberry sufre un padecimiento muy similar a la Esclerosis Múltiple, producido por una falta de mielina. Esta condición lo mantiene en una silla de ruedas. Sin embargo, ha logrado una gran mejoría en contra de todos los pronósticos de los médicos. Aunque está muy limitado en sus movimientos y solo se comunica verbalmente, goza de una gran lucidez mental, y gran fortaleza espiritual.